# Melinna exilia
Melinna exilia är en ringmaskart som beskrevs av Fauchald 1972. Melinna exilia ingår i släktet Melinna och familjen Ampharetidae. Inga underarter finns listade i Catalogue of Life.